# Mar'jana Spivak
Mar'jana Timofeevna Spivak (in russo Марья́на Тимофе́евна Спива́к?; Mosca, 23 marzo 1985) è un'attrice russa.

## Biografia
Nasce in una famiglia di cineasti, è figlia di Timofej Spivak, attore e regista, e dell'attrice Ekaterina Vasil'eva. Tra i suoi nonni vi sono Evgenij Vasil'ev, regista, e Žanna Prochorenko, attrice.

## Filmografia

### Attrice

#### Cinema
- Moskva - Ray, regia di Kirill Modylevskiy (2010)
- Loveless (Nelyubov), regia di Andrey Zvyagintsev (2017)
- Baba Yaga - Incubo nella foresta oscura, regia di Svyatoslav Podgaevskiy e Nathalia Hencker (2019)

#### Televisione
- Glukhar – serie TV, 1 episodio (2008)
- Vasiliy Stalin (Syn ottsa narodov) – serie TV, 12 episodi (2013)
- Le Bureau - Sotto copertura (Le Bureau des Légendes) – serie TV, 5 episodi (2018)
- To The Lake – serie TV, (2019)

### Doppiatrice
- Space Dogs: Adventure to the Moon (Belka i Strelka: Lunnye priklyucheniya), regia di Inna Evlannikova, Aleksander Khramtsov, Vadim Sotskov (2014)